# 沼波万里子
沼波 万里子（ぬなみ まりこ、1921年8月21日 - 2013年4月27日）は、日本の女性の歌人である。中国残留孤児帰国運動にも携わった。
父は国文学者の沼波瓊音（本名 : 沼波 武夫）。母は神戸女子薬学専門学校（現神戸薬科大学）元理事の沼波たき。妹は女優で声優でもあった沼波輝枝。また、名付け親は、安井てつ（元東京女子大学学長）。

## 略歴
- 1921年（大正10年） 東京本郷に生まれる。
- 1934年（昭和9年）　番町小学校卒業。
- 1935年（昭和10年） 母の勤務に従い神戸へ行き母と二人暮らしする。
- 神戸の旧制第一神戸高等女学校在学中　歌誌「ハハキ木」（吉沢義則主宰）に所属。
- 1938年（昭和13年） 歌誌「潮音」（太田水穂主宰） に転社。
- 1948年（昭和23年） 「潮音」特別社友。
- 1959年（昭和34年） 「潮音」同人。
- 1965年（昭和40年） 「潮音」横浜あゆみ歌会発足。
- 1975年（昭和50年） ライトセンター録音奉仕団。
- 1977年（昭和52年） 凍土の会を結成し、副会長になる。（2001年解散）。
- 1981年（昭和56年） 「潮音」実行委員。
- 1982年（昭和57年） 孤児連合会の理事に就任。
- 1983年（昭和58年）
  - 横浜日中友好協会の理事に就任。
  - 中国残留孤児問題全国協議会　理事。
  - 中国残留孤児帰国者の自立指導員。
- 1985年（昭和60年）
  - 孤児連（菅原幸助）を脱退。
  - 有志数人で自費にて日本語教室開催（ユッカの会の前身）。
- 1987年（昭和62年） 「潮音」幹部同人。
- 1988年（昭和63年） ユッカの会として発足　代表者となる。
- 1993年（平成5年）　「潮音」常任幹部会委員。
- 1993年（平成5年）　「日本歌人クラブ」神奈川県委員。
- 1994年（平成6年）　「日本歌人クラブ」中央幹事 推薦。
- 1995年（平成7年）  「小布施歌会」短歌指導。
- 1996年（平成8年）
  - 「日本歌人クラブ」中央幹事 当選。
  - 長野須高歌人クラブ創立　選者となる。
- 1999年（平成11年） 「日本歌人クラブ」中央幹事 継続。
- 2002年（平成14年） 「日本歌人クラブ」南関東ブロック参与。

## 作品
- 歌集
  - 砂のぬくみ
  - 青苔の道
  - 五十銭銀貨